# Амплитуда
Амплитуда је у физици највећа вредност коју достиже периодички променљива величина у времену једног полупериода.Код осцилација у механици, то је највећа удаљеност од равнотежног положаја. При електричним осцилацијама променљиве струје или напона то је највећа вршна вредност струје или напона.Код звучних таласа то је највећа промена притиска средине.
Постоје различите дефиниције амплитуде (погледајте испод), које су све функције величине разлика између екстремних вредности променљиве. У старијим текстовима, фаза периодичне функције се понекад назива амплитуда.

## Дефиниције
1. Максимална амплитуда ({\displaystyle \scriptstyle {\hat {u}}}),
2. Амплитуда од врха до врха ({\displaystyle \scriptstyle 2{\hat {u}}}),
3. Средња квадратна амплитуда ({\displaystyle \scriptstyle {\hat {u}}/{\sqrt {2}}}),
4. Период таласа (не амплитуде)

### Максимална амплитуда и полуамплитуда
Симетрични периодични таласи, као што су синусни таласи, квадратни таласи или троугаони таласи, имају исте вршна амплитуде и полуамплитуде.

#### Максимална амплитуда
Код мерења аудио система, телекомуникација и других где је мерна величина сигнал који се креће изнад и испод референтне вредности, али није синусоидан, често се користи вршна амплитуда. Ако је референца нула, ово је максимална апсолутна вредност сигнала; ако је референца средња вредност ( компонента), амплитуда пика је максимална апсолутна вредност разлике од те референце.

#### Полуамплитуда
Полуамплитуда означава половину амплитуде од врха до врха. Већина научне литературе користи термин амплитуда или вршна амплитуда за означавање полуамплитуде.
То је најраспрострањенија мера колебања орбите у астрономији и мерење малих полуамплитуда радијалних брзина оближњих звезда је важно у потрази за егзопланетама (видети Доплерову спектроскопију).

#### Двосмисленост
Уопштено говорећи, употреба вршне амплитуде је једноставна и недвосмислена само за симетричне периодичне таласе, као што су синусни талас, квадратни талас или талас троугла. За асиметрични талас (периодични импулси у једном правцу, на пример), амплитуда пика постаје двосмислена. То је зато што је вредност различита у зависности од тога да ли се максимални позитиван сигнал мери у односу на средњу вредност, максимални негативни сигнал се мери у односу на средњу вредност или се максимални позитиван сигнал мери у односу на максимални негативни сигнал (врх-до-врха амплитуда), а затим подељена са два дела (полуамплитуда). У електротехници, уобичајено решење за ову нејасноћу је мерење амплитуде из дефинисаног референтног потенцијала (као што је земља или 0 ). Строго говорећи, ово више није амплитуда, јер постоји могућност да је константа (DC компонента) укључена у мерење.

### Амплитуда од врха до врха
Амплитуда од врха до врха (скраћено p–p) промена је између врха (највиша вредност амплитуде) и најниже вредности (вредност најниже амплитуде, која може бити негативна). Уз одговарајућа кола, амплитуде електричних осцилација од врха до врха могу се мерити метрима или посматрањем таласног облика на осцилоскопу. Врх-до-врха је једноставно мерење на осцилоскопу, при чему се врхови таласног облика лако идентификују и мере у односу на решетку. Ово остаје уобичајен начин одређивања амплитуде, али понекад су прикладније друге мере амплитуде.

### Средњи квадратни корен амплитуде
Амплитуда средњег квадрата (RMS) се посебно користи у електротехници: RMS се дефинише као квадратни корен средње вредности током времена квадрата вертикалне удаљености графика графика од стања мировања; тј. RMS таласног облика наизменичне струје (без једносмерне компоненте).
За компликоване таласне облике, посебно за сигнале који се не понављају као што је шум, обично се користи RMS амплитуда, јер је и недвосмислена и има физички значај. На пример, просечна снага која се преноси акустичним или електромагнетним таласом или електричним сигналом је пропорционална квадрату RMS амплитуде (а не, уопште, квадрату вршне амплитуде).
За електричну енергију наизменичне струје, универзална пракса је да се специфицирају RMS вредности синусоидног таласног облика. Једно својство средњих квадратних напона и струја је да производе исти ефекат грејања као једносмерна струја у датом отпору.
Вредност од врха до врха се користи, на пример, када се бирају исправљачи за напајање, или када се процењује максимални напон који изолација мора да издржи. Неки уобичајени волтметри су калибрисани за RMS амплитуду, али одговарају на просечну вредност исправљеног таласног облика. Многи дигитални волтметри и сви мерачи покретних калемова су у овој категорији. RMS калибрација је исправна само за улаз синусног таласа, јер однос између вршне, просечне и RMS вредности зависи од таласног облика. Ако се облик таласа који се мери знатно разликује од синусног таласа, однос између RMS и просечне вредности се мења. Мерачи са правим RMS-ом су коришћени у мерењима радио фреквенције, где су инструменти мерили ефекат грејања у отпорнику за мерење струје. Појавом микропроцесорски контролисаних мерача који могу да израчунају RMS узорковањем таласног облика, истинско RMS мерење је постало уобичајено.

### Амплитуда пулса
У телекомуникацијама, амплитуда импулса је величина пулсног параметра, као што је ниво напона, ниво струје, интензитет поља или ниво снаге.
Амплитуда пулса се мери у односу на одређену референцу и стога би је требало модификовати квалификаторима, као што су просек, тренутна, вршна или средња квадратна.
Амплитуда импулса се такође односи на амплитуду фреквенцијски и фазно модулисаних таласних облика.

## Формална репрезентација
У овој једноставној таласној једначини
{\displaystyle x=A\sin(\omega [t-K])+b\ ,}
- {\displaystyle A} је амплитуда (или вршна амплитуда),
- {\displaystyle x} је осцилујућа променљива,
- {\displaystyle \omega } је угаона фреквенција,
- {\displaystyle t} је време,
- {\displaystyle K} and {\displaystyle b} су произвољне константе које представљају временске и помаке померања респективно.

## Јединице
Јединице амплитуде зависе од врсте таласа, али су увек у истим јединицама као и осцилујућа променљива. Општији приказ таласне једначине је сложенији, али улога амплитуде остаје аналогна овом једноставном случају.
За таласе на жици или у медијуму као што је вода, амплитуда је померање.
Амплитуда звучних таласа и аудио сигнала (која се односи на јачину звука) конвенционално се односи на амплитуду ваздушног притиска у таласу, али се понекад описује амплитуда померања (кретања ваздуха или дијафрагме звучника). Логаритам амплитуде на квадрат се обично наводи у , тако да нулта амплитуда одговара −∞ . Јачина је повезана са амплитудом и интензитетом и један је од најистакнутијих квалитета звука, иако се у општим звуцима може препознати независно од амплитуде. Квадрат амплитуде је пропорционалан интензитету таласа.
За електромагнетно зрачење, амплитуда фотона одговара променама у електричном пољу таласа. Међутим, радио сигнали се могу преносити електромагнетним зрачењем; осцилује се интензитет зрачења (амплитуда модулација) или фреквенција зрачења (фреквентна модулација), а затим се појединачне осцилације мењају (модулишу) да би се произвео сигнал.

## Пролазни амплитудни омотачи
Амплитуда стационарног стања остаје константна током времена, стога је представљена скаларом. Иначе, амплитуда је пролазна и мора бити представљена или као континуирана функција или као дискретни вектор. За аудио, коверте пролазне амплитуде боље моделирају сигнале, јер многи уобичајени звуци имају пролазну јачину напада, распадања, одржавања и ослобађања.
Другим параметрима се могу доделити стационарни или пролазни амплитудски омотачи: висока/ниска фреквенција/амплитуда модулација, Гаусов шум, призвуци итд.

## Нормализација амплитуде
Са таласним облицима који садрже много призвука, сложене пролазне боје звукова се могу постићи додељивањем сваког призвука његовом посебном прелазном амплитудном омотачу. Нажалост, ово такође има ефекат модулације гласноће звука. Има више смисла одвојити јачину и квалитет хармоника да би се параметри контролисали независно један од другог.
Да би се то урадило, сетови амплитуда хармоника се нормализују оквир по оквир да постану сетови пропорционалне амплитуде, где ће у сваком временском оквиру све амплитуде хармоника додати 100% (или 1). На овај начин, главни сет за контролу гласноће може се јасно контролисати.
У препознавању звука, нормализација максималне амплитуде може да се користи да помогне у усклађивању кључних хармонијских карактеристика 2 слична звука, омогућавајући препознавање сличних тонова независно од гласноће.